# 57 Mnemosyne
57 Mnemosyne este un asteroid din centura principală, descoperit pe 22 septembrie 1859, de Robert Luther.